# 鬼谷子

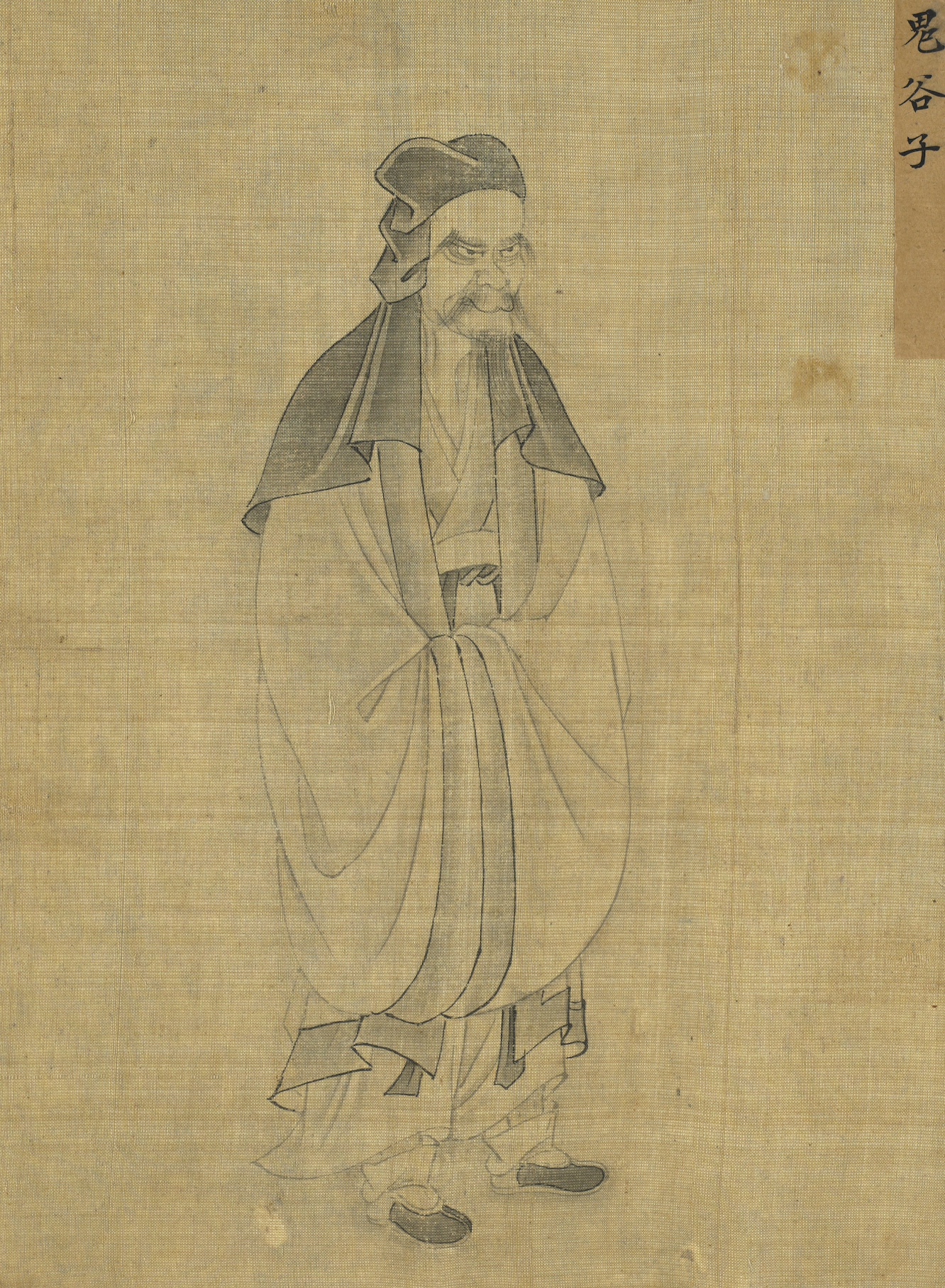
鬼谷子（聖君賢臣全身像冊）

『鬼谷子』（きこくし）は、諸子百家の一つで、中国の戦国時代に鬼谷（鬼谷子）によって書かれたとされる書。遊説の方法について書かれている。

## 概要
鬼谷は陳（楚の地）の人であるが、斉の稷下の学士であったかどうかは不明であり、専門といえば国際外交のような謀略である。学問というよりは、術のようなものに属していた。
『史記』によると、鬼谷は縦横家の蘇秦と張儀の師とされるが、鬼谷個人の伝はなく、その実在が疑われている。また『鬼谷子』は『隋書』「経籍志」に初めて登場し、『漢書』「芸文志」では確認出来ない為、後人の仮託とする説が有力である。一方で『漢書』「芸文志」に蘇秦の著作『蘇子』がありながら、『隋書』「経籍志」には登場しない事から、欧陽脩のように『鬼谷子』を蘇秦の作と考える者もいる。また『鬼谷子』には物語のような話が多いことから、近代の疑古派史家の中には前記のような『鬼谷子』を蘇秦の作とすることから発展し、鬼谷も蘇秦も実在しなかったという説がある。おそらく『鬼谷子』の物語のような要素は、後の時代の人が創り出したとも考えられる。
道教では鬼谷子を「古の真仙」とみなし、人間界で100歳あまり生き、その後は分からないとしている。本の『鬼谷子』は道教の経典『道蔵』に保存されている。民間の伝説では鬼谷子は占い師の開祖であり、道教では鬼谷子を玄都仙長と尊称する。『孫龐演義』という通俗小説では、孫臏と龐涓の師としている。

## 構成
全23篇。
1. 捭闔
2. 反応
3. 内揵
4. 抵巇
5. 飛箝
6. 忤合
7. 揣
8. 摩
9. 権
10. 謀
11. 決
12. 符言
13. 転丸（失われた）
14. 胠乱（失われた）
15. 盛神法五龍
16. 養志法霊亀
17. 実意法螣蛇
18. 分威法伏熊
19. 散勢法鷙鳥
20. 転圓法猛獣
21. 損兌法霊蓍
22. 持枢
23. 中経

## 翻訳
- Hui Wu, Guiguzi, China's First Treatise on Rhetoric: A Critical Translation and Commentary, Southern Illinois Univ Press, 2016.